# Stazione meteorologica di Asso
La stazione meteorologica di Asso è la stazione meteorologica di riferimento relativa alla località di Asso.

## Coordinate geografiche
La stazione meteorologica si trova nell'Italia nord-occidentale, in Lombardia, in provincia di Como, nel comune di Asso, a 427 metri s.l.m. e alle coordinate geografiche 45°52′N 9°16′E.

## Dati climatologici
In base alla media trentennale di riferimento 1961-1990, la temperatura media del mese più freddo, gennaio, si attesta a +1,8 °C; quella del mese più caldo, luglio, è di +20,7 °C.
| Asso               | Mesi | Mesi | Mesi | Mesi | Mesi | Mesi | Mesi | Mesi | Mesi | Mesi | Mesi | Mesi | Stagioni | Stagioni | Stagioni | Stagioni | Anno |
| Asso               | Gen  | Feb  | Mar  | Apr  | Mag  | Giu  | Lug  | Ago  | Set  | Ott  | Nov  | Dic  | Inv      | Pri      | Est      | Aut      | Anno |
| ------------------ | ---- | ---- | ---- | ---- | ---- | ---- | ---- | ---- | ---- | ---- | ---- | ---- | -------- | -------- | -------- | -------- | ---- |
| T. max. media (°C) | 5,4  | 7,1  | 11,0 | 15,2 | 20,1 | 24,2 | 26,6 | 25,3 | 21,7 | 15,8 | 10,0 | 6,8  | 6,4      | 15,4     | 25,4     | 15,8     | 15,8 |
| T. min. media (°C) | −1,8 | −0,7 | 2,4  | 6,0  | 9,7  | 13,2 | 14,8 | 14,2 | 11,9 | 7,5  | 3,2  | −0,2 | −0,9     | 6,0      | 14,1     | 7,5      | 6,7  |